# السا تیمن
السا تیمن (انگلیسی: Elsa Thiemann; ۷ فوریهٔ ۱۹۱۰ – ۱۵ نوامبر ۱۹۸۱) یک عکاس آلمانی و دانشجوی سابق باهاوس بود. او همچنین کاغذ دیواری را بر اساس عکس طراحی کرد.

## زندگی‌نامه
السا تیمن در ترونی، پروس غربی، که اکنون بخشی از لهستان است، به دنیا آمد.